# Orthocladius androgynus
Orthocladius androgynus är en tvåvingeart som beskrevs av Bhattacharyay 1991. Orthocladius androgynus ingår i släktet Orthocladius och familjen fjädermyggor.
Artens utbredningsområde är Västbengalen (Indien). Inga underarter finns listade i Catalogue of Life.